# Hodejegerne
Hodejegerne (Caçadores de Cabeças (título em Portugal) ou Headhunters (título no Brasil)) é um romance policial escrito pelo norueguês Jo Nesbø e publicado originalmente em 2008. Foi lançado em Portugal em julho de 2012 pela Dom Quixote.

## Sinopse
Roger Brown é um recrutador bem-sucedido, casado com uma elegante galerista e proprietário de uma casa luxuosa. Porém, nem tudo é o que parece ser, já que ele vive acima das suas possibilidades financeiras e para custear estes gastos dedica-se ao roubo de obras de arte.
Na inauguração de uma galeria de arte, a sua mulher, Diana, apresenta-o a Clas Greve e Roger percebe imediatamente que este é o candidato perfeito que andava à procura para o cargo de diretor-geral da empresa Pathfinder. Mais tarde vem a descobrir que Clas possui o famoso quadro de Rubens A Caça ao Javali de Caledónia e vê, então, a possibilidade de se livrar de todos os seus problemas financeiros, pelo que começa a planear o seu maior roubo de sempre. Mas depressa se vê numa nova e inesperada situação que lhe vai trazer outros problemas, e desta vez não são financeiros.

## Adaptação cinematográfica
Foi adaptado ao cinema em 2011, realizado por Morten Tyldum e protagonizado por Aksel Hennie, Nikolaj Coster-Waldau, Synnøve Macody Lund e Julie Ølgaard. Foi o segundo filme mais visto do ano na Noruega e o primeiro em termos de cinema nacional.